# Damien Dempsey
Damien Dempsey (wym.: Damien Ó Díomasaigh; ur. 1975 w Donaghmede) – irlandzki wokalista, muzyk i twórca tekstów piosenek.

## Dyskografia

### Albumy
- 2000: They Don't Teach This Shit in School
- 2003: Seize the Day
- 2005: Shots
- 2007: To Hell or Barbados
- 2008: The Rocky Road
- 2012: Almighty Love

### Single
- 1997: „Dubin Town”
- 2000: „Chillin”
- 2003: „Negative Vibes”
- 2003: „It's All Good”
- 2004: „Apple of My Eye”
- 2005: „St. Patrick's Day”
- 2005: „Patience”
- 2005: „Hold Me”
- 2007: „Your Pretty Smile”
- 2007: „Kilburn Stroll”
- 2007: „The City”
- 2008: „A Rainy Night in Soho”
- 2012: „Almighty Love”